# Special! Best Mini ~2.5 Maime no Kare~
Special! Best Mini ~2.5 Maime no Kare~ (jap. スッペシャル！ベストミニ〜２．５枚目の彼〜 Suppesharu! Besuto Mini ~Ni ten Go Maime no Kare~) – pierwszy minialbum zespołu Berryz Kōbō, wydany 7 grudnia 2005. Album osiągnął 45 pozycję w rankingu Oricon, sprzedał się w nakładzie 7 072 egzemplarzy.

## Lista utworów
| Nr | Tytuł                                                                                                | Czas |
| -- | --- | ---- |
| 1. | "Gag 100 kaibun aishite kudasai" (jap. ギャグ100回分愛してください Gyagu 100 kaibun aishite kudasai) |      |
| 2. | "Arigatō! Otomodachi." (jap. ありがとう！おともだち。)                                               |      |
| 3. | "Special Generation" (jap. スッペシャル ジェネレ～ション Suppesharu Jenere~shon)                     |      |
| 4. | "21ji made no Cinderella" (jap. ２１時までのシンデレラ 21ji made no Shinderera)                      |      |
| 5. | "Piriri to yukō!" (jap. ピリリと行こう！)                                                            |      |
| 6. | "Anata nashi de wa ikite yukenai" (jap. あなたなしでは生きてゆけない)                                |      |